# Драматический тенор

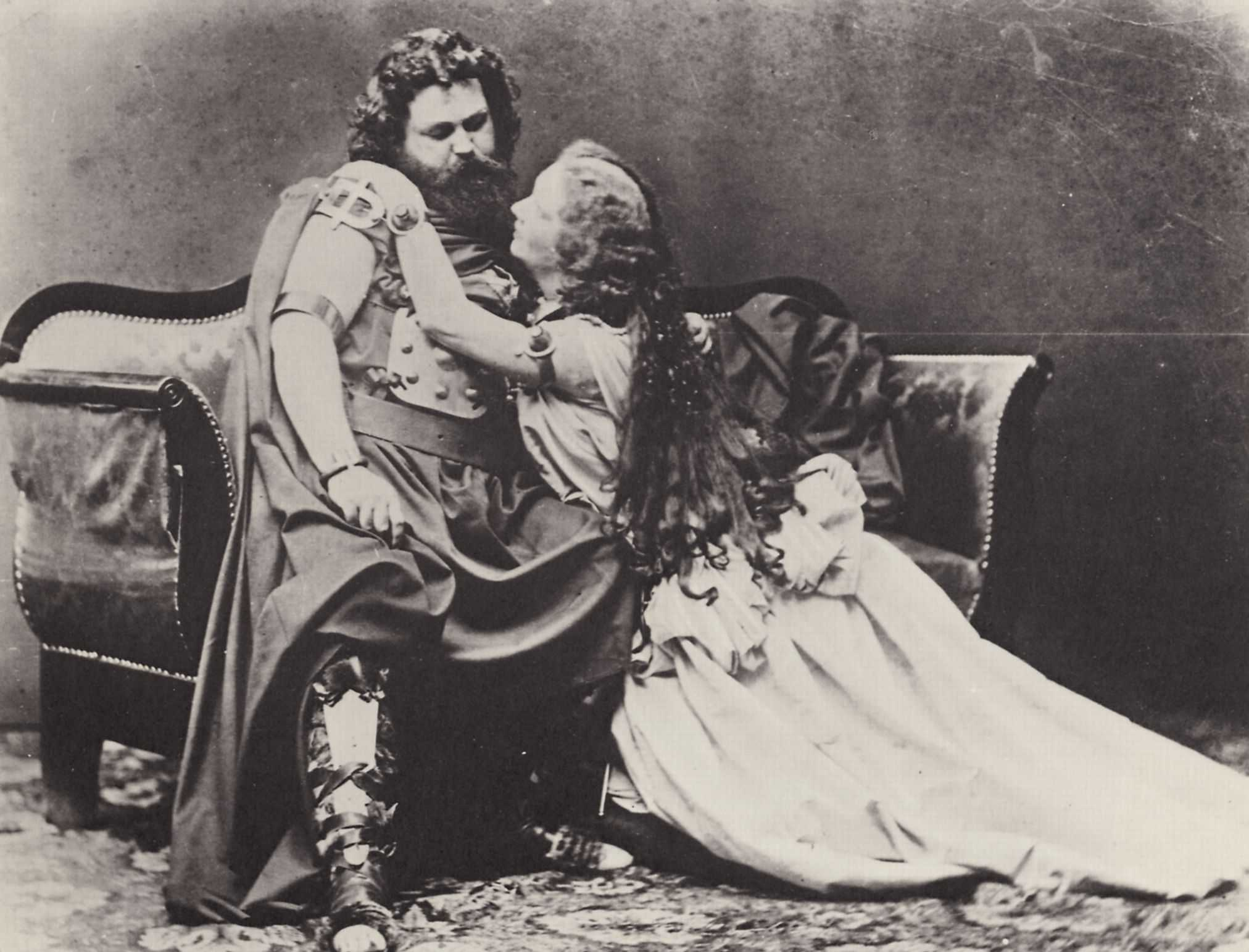
Людвиг и Мальвина Шнорр фон Карольсфельд («Тристан и Изольда», 1865)

Драматический тенор (итал. tenore robusto / tenore drammatico) — тип тенора, который характеризуется особо мощным, эмоциональным, звонким и объёмным звучанием. Самая мощная разновидность — героический тенор (итал. tenore di forza) — иногда выделяется в качестве особого типа тенора (с наименее свободным верхним регистром). Переходный тип между драматическим и лирическим тенором — spinto (меццо-характерный / лирико-драматический тенор). 
Данный певческий голос первыми использовали в 1830-е годы Доменико Донцелли и Жильбер Дюпре. Драматические тенора — типичные протагонисты музыкальных драм Рихарда Вагнера в Германии, «большой оперы» Джакомо Мейербера во Франции и зрелых опер Джузеппе Верди в Италии (Манрико в «Трубадуре», Радамес в «Аиде»). Такие популярные роли итальянского репертуара, как Канио в «Паяцах» и Калаф в «Турандот», подходят и для драматического тенора, и для spinto.
В немецкой традиции драматический тенор подразделяется на два типа: Heldentenor (героический тенор) и Jugendlicher Heldentenor (аналог итальянского spinto). Прототипом вагнеровского героического тенора (Heldentenor) стал Людвиг Шнорр фон Карольсфельд (1836—1865) — первый исполнитель роли Тристана.
Многие драматические тенора (Лауриц Мельхиор, Рамон Винай и другие) начинали свою карьеру как баритоны. Есть и обратные примеры, когда певец, готовившийся к карьере тенора, позже становился баритоном (Дмитрий Хворостовский).

## Характеристика голоса
Характеризуется большой мощностью в центральном и нижнем регистрах, позволяющей достичь уверенно громкого звучания на фоне оркестра в операх романтизма, состоящего из более чем ста инструментов. Колоратуры, mezza voce и верхние ноты зачастую относятся к слабым сторонам такого типа голоса. Певцы с таким типом голоса могут обладать как насыщенным и глубоким тембром (примером может служить Энрико Карузо), так и металлическим, ярким (пример — Франческо Таманьо).
Примерный рабочий диапазон: си большой октавы — си первой октавы. Драматические тенора обычно обладают крепким, хотя и не всегда вполне свободным верхним регистром. Как и прочие тенора, знаменитые обладатели этого типа голоса способны достигать до второй октавы. Нижний регистр драматического тенора частично охватывает баритональную тесситуру (иногда до соль-диез большой октавы).

## Классические оперные партии
- Радамес (Джузеппе Верди, «Аида»)
- Дон Альваро (Джузеппе Верди, «Сила судьбы»)
- Отелло (Джузеппе Верди, «Отелло») — одна из самых драматичных ролей в оперном репертуаре, типична для героического тенора
- Калаф (Джакомо Пуччини, «Турандот»)
- Дик Джонсон (Джакомо Пуччини, «Девушка с Запада»)
- Канио (Руджеро Леонкавалло, «Паяцы»)
- Флорестан (Людвиг ван Бетховен, «Фиделио»)
- Эней (Гектор Берлиоз, «Троянцы»)
- Питер Граймс (Бенджамин Бриттен, «Питер Граймс»)
- Самсон (Камиль Сен-Санс, «Самсон и Далила»)
- Вакх (Рихард Штраус, «Ариадна на Наксосе»)
- Император (Рихард Штраус, «Женщина без тени»)
- Тристан (Рихард Вагнер, «Тристан и Изольда»
- Зигфрид (Рихард Вагнер, «Зигфрид»)
- Зигфрид (Рихард Вагнер, «Гибель богов»)
- Зигмунд (Рихард Вагнер, «Валькирия»)
- Парсифаль (Рихард Вагнер, «Парсифаль»)
- Лоэнгрин (Рихард Вагнер, «Лоэнгрин»)
- Тангейзер (Рихард Вагнер, «Тангейзер»)
- Кола Риенци (Рихард Вагнер, «Риенци»)
- Вальтер фон Штольцинг (Рихард Вагнер, «Нюрнбергские мейстерзингеры»)